# Kurbin distrikt
Kurbinis distrikt (albanska: Rrethi i Kurbinit) var ett av Albaniens 36 distrikt. Det hade ett invånarantal på 54,000 och en area av 273 km². Det var beläget i nordvästra Albanien, och dess centralort var Laçi. Andra städer i distriktet var Mamurrasi och Miloti.